# Proteuxoa petrodora
Proteuxoa petrodora là một loài bướm đêm thuộc họ Noctuidae. Nó được tìm thấy ở Nam Úc và Tây Úc.